# Khnatsakh
Khnatsakh (in armeno Խնածախ) è un comune di 1 073 abitanti (2010) della Provincia di Syunik in Armenia.